# Silbersee (Breidenbach)
Der Silbersee (mundartlich Silwersee) ist ein See im stillgelegten Steinbruch Oberdieten bei Kleingladenbach im Westen des Hessischen Hinterlandes, unweit der Grenze nach Westfalen. Der in einer Höhe von 520 m ü. NHN gelegene See misst 160 Meter in der Länge und ist zwischen 30 und 50 Meter tief. Er hat weder Zu- noch Abfluss und ist daher völlig isoliert von anderen Gewässern.
Der Silbersee verfügt über eine große Vielfalt an Insekten und Pflanzen und gilt als guter Lebensraum für verschiedene Tierarten. Problematisch war und ist seine Bekanntheit als Ausflugsziel, etwa wegen erhöhtem Verkehrsaufkommen oder hinterlassenem Müll (siehe #Ausflugsziel und Naturschutz).

## Geographie

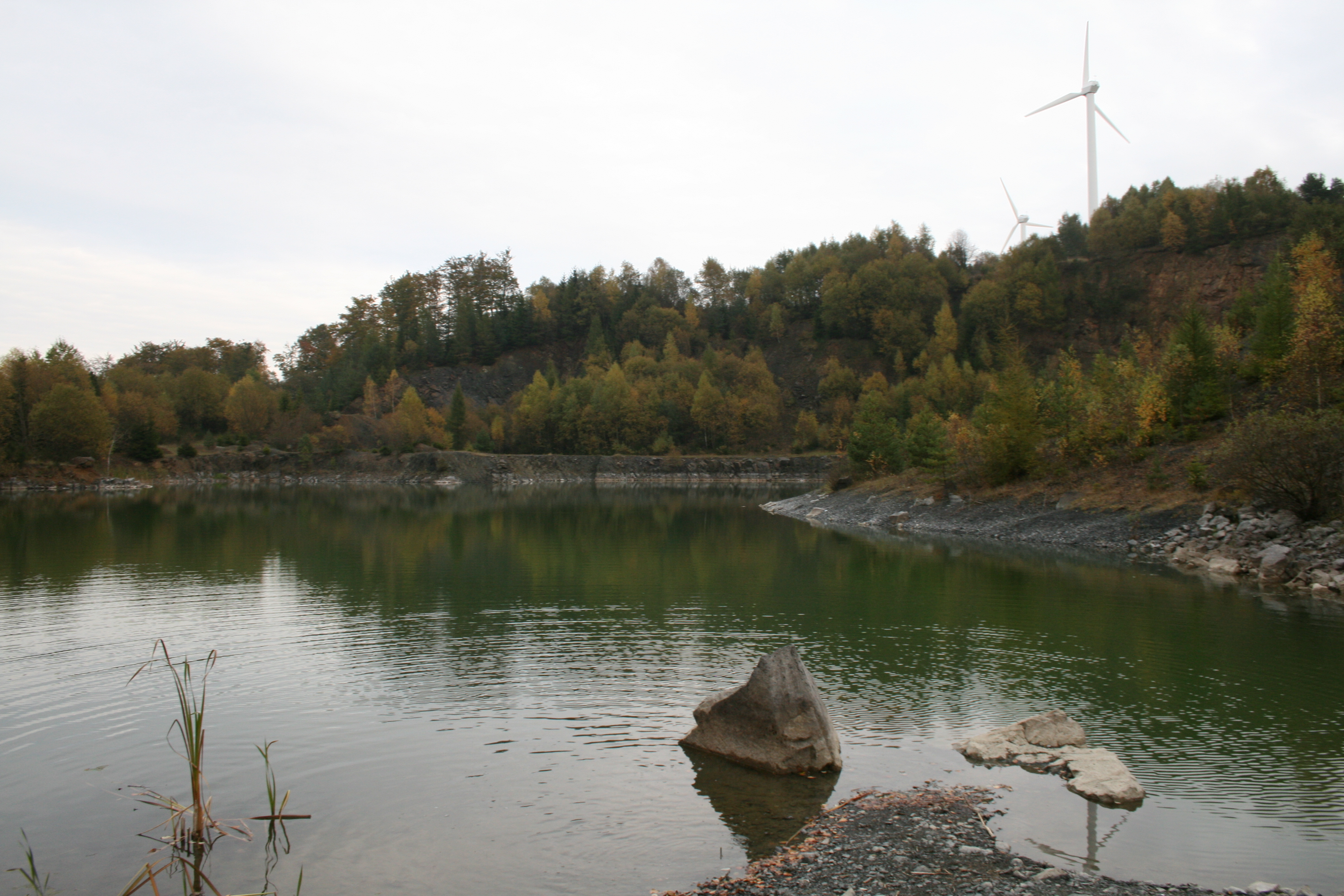
Das westliche Ufer des Silbersees mit dem Windpark im Hintergrund (2015)

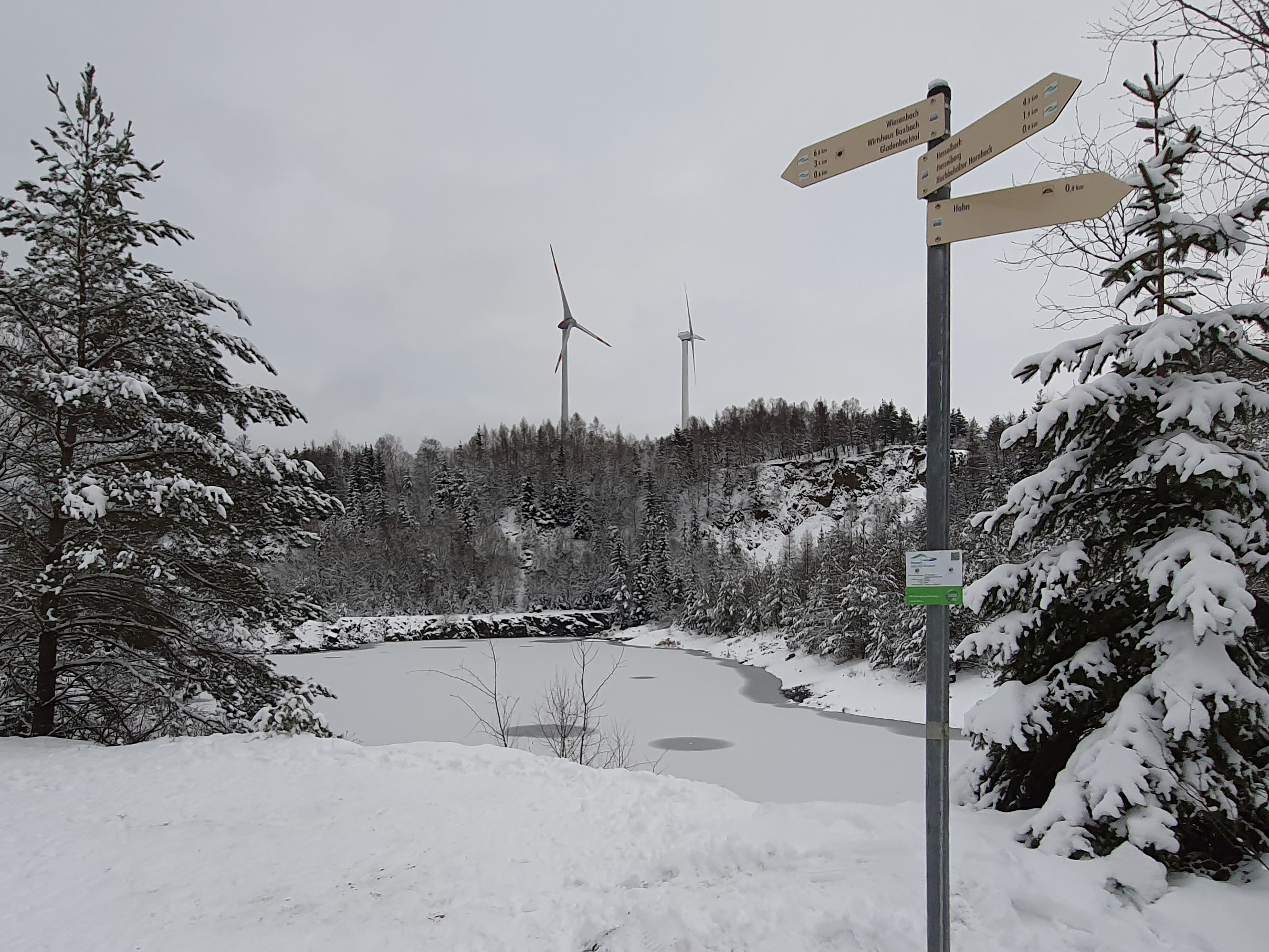
Der zugefrorene Silbersee im Winter (2021)

### Lage
Der Silbersee liegt auf einem Höhenzug zwischen den Tälern des Gladenbachs und des Achenbachs unterhalb des Struthbergs, in der gleichnamigen Flur „Struthberg“ des Breidenbacher Ortsteils Kleingladenbach im äußersten Westen des Landkreises Marburg-Biedenkopf. Auf der Seite des Gladenbachs liegt das Dorf Kleingladenbach, in Richtung Achenbachtal liegen die Dörfer Achenbach und Oberdieten. Mit den zwischen beiden Ortschaften gelegenen Gehöften Waldhof und Grenzhof ist der Silbersee über eine Zufahrtsstraße der Deponie im alten Steinbruch verbunden. Außerdem führen diverse Waldwege, auch aus Richtung Hesselbach, Boxbach und Niederdieten zum Silbersee.
Der See liegt etwa 1,5 Kilometer entfernt von der Landesgrenze Hessen/Nordrhein-Westfalen. Direkt oberhalb des Sees liegt das „Dreiländereck“ der Gemarkungen Kleingladenbach, Achenbach und Oberdieten, wobei der See selbst vollständig in der Gemarkung Kleingladenbach liegt.

### Erreichbarkeit
Erreichbar ist der See vorwiegend über Kleingladenbach oder durch Achenbach und Oberdieten. Es empfiehlt sich den See zu Fuß oder mit dem Fahrrad zu besuchen; als Abstellmöglichkeit für Autos bietet sich der Wanderparkplatz unterhalb der Kleingladenbacher Skipiste an. Von dort führt eine asphaltierte Forststraße in Richtung See.
Am See entlang verlaufen verschiedenste Wanderwege, unter anderem der „Boxbachpfad“ und der „Kulturhistorische Weg Kleingladenbach“.

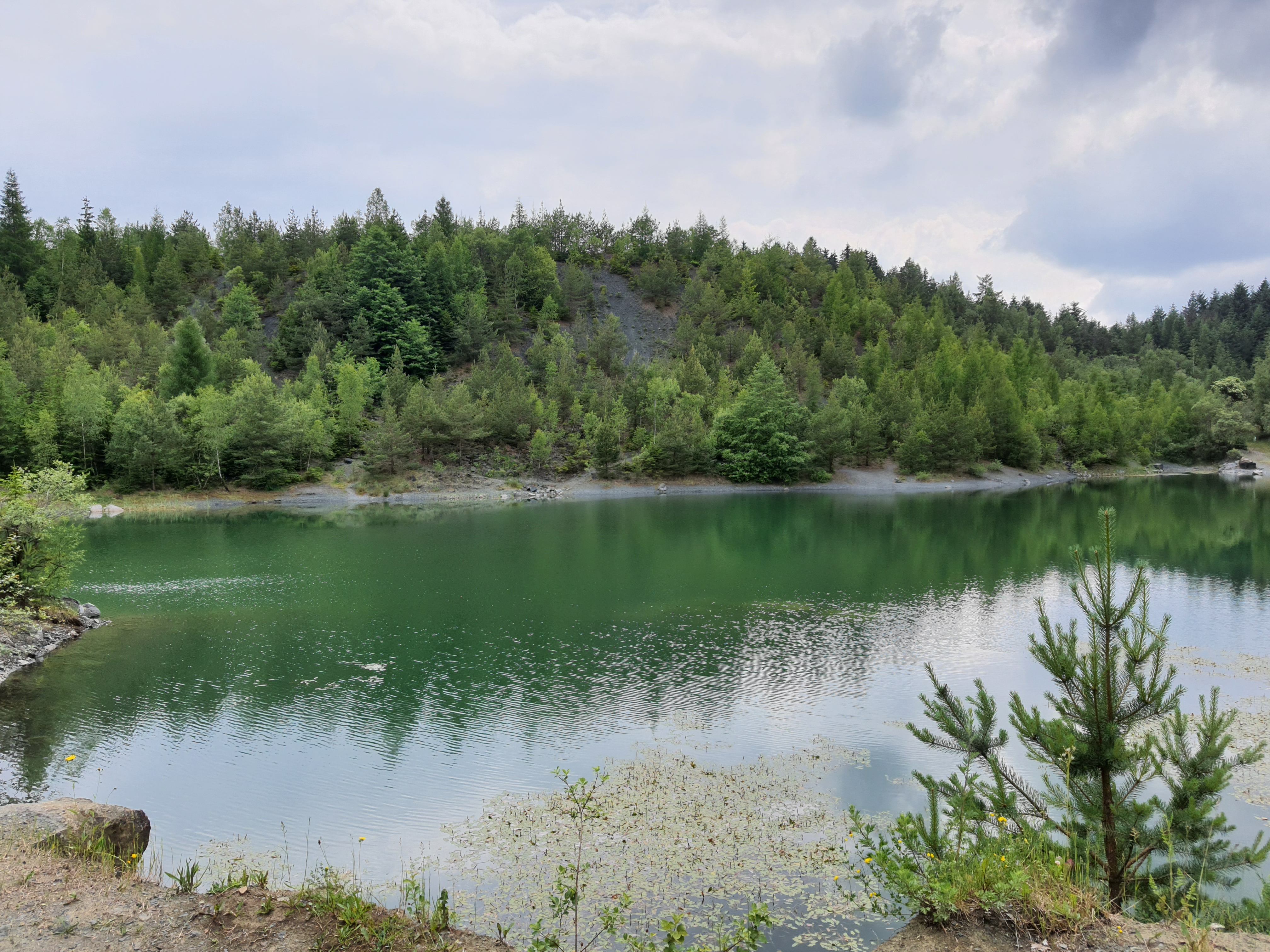
Der Silbersee von Norden (2021)

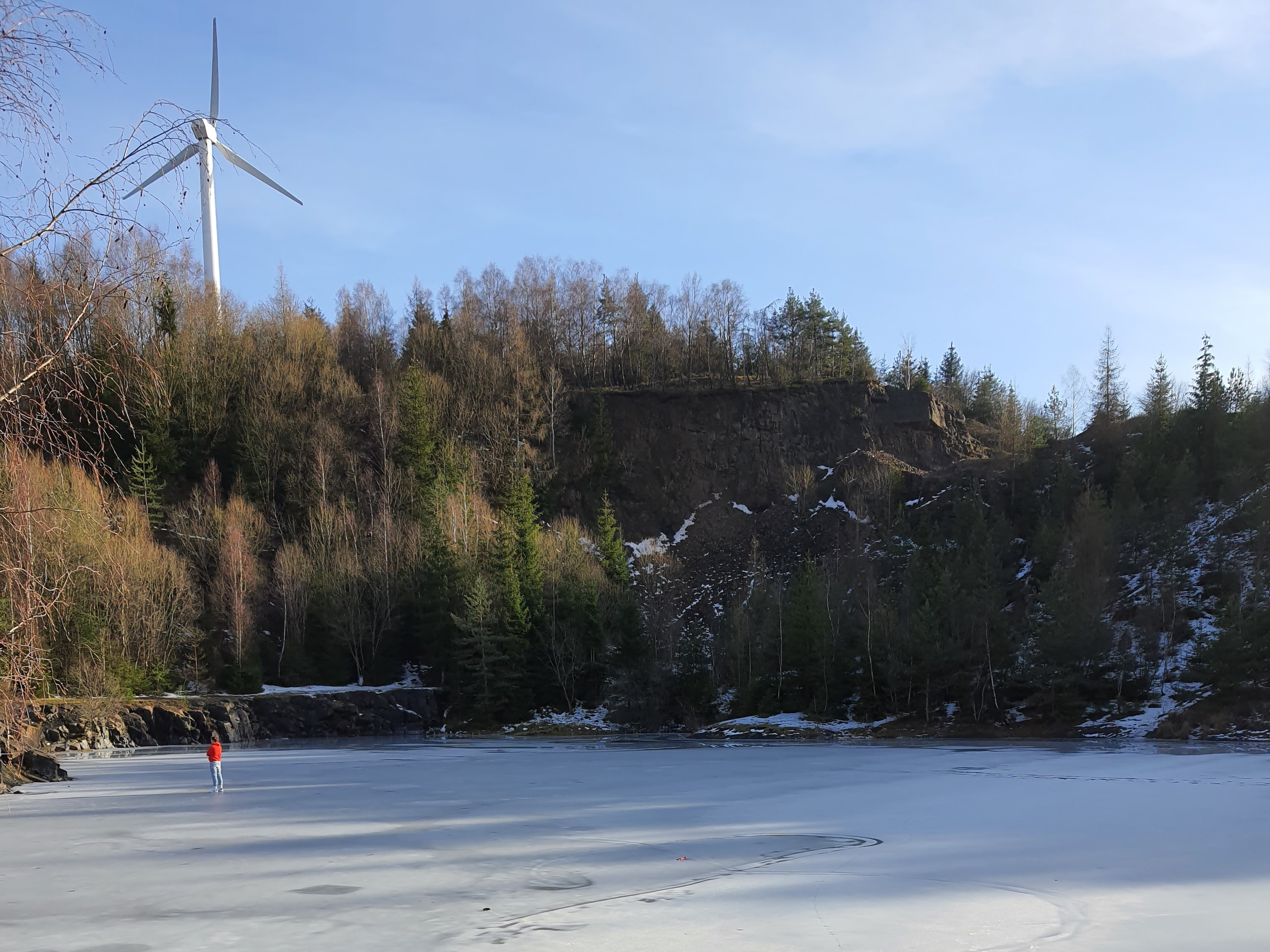
Eine Felsformation am Südufer des Silbersees (2021)

## Geschichte

### Name
Seinen Namen erhielt der Silbersee aufgrund seines Aussehens mit steilen Felswänden und silbern schimmernder Wasserfläche.

### Entstehung
Über 100 Jahre lang wurde im heutigen See Paläopiktit-Diabas, auch Hinterländer Grünstein genannt, abgebaut, das unter anderem für Mauern und Pflastersteine verarbeitet wurde. Dank der dort gehauenen Pflastersteine hatte Kleingladenbach schon verhältnismäßig früh gepflasterte Straßen. In Spitzenzeiten wurden in dem Steinbruch bis zu 2500 Kubikmeter Diabas-Gestein am Tag gewonnen. Im Jahr 1985 wurde der Betrieb eingestellt.
Die stärker werdenden Deckschichten oberhalb des Gesteins machten den Abbau schließlich unwirtschaftlich, der Steinbruch wurde der Natur überlassen. Der See selbst entstand als Folge von anschließenden Sprengarbeiten im Steinbruch und hat deshalb weder Zu- noch Abflüsse und ist gefüllt mit Grundwasser.
In einer weiteren Abbruchstelle bildete sich ein zweiter See, der zwischenzeitlich allerdings als Erddeponie zur Beseitigung des durch den Steinbruch entstandenen Landschaftsschadens vollständig verfüllt wurde.

### Sonstiges
Ab seiner Entstehung bis in die 1990er-Jahre war der See noch eingezäunt, was zugunsten der touristischen Erfassung aufgegeben wurde.
Oberhalb des Silbersees, auf dem Kamm des Struthbergs, befindet sich seit 1995 ein Windpark mit drei Windkraftanlagen.
Im November 2021 wurden 311 der vom Aussterben bedrohten Edelkrebse im Silbersee angesiedelt, im September 2022 folgten weitere 276 Tiere, da der Naturpark Lahn-Dill-Bergland den Silbersee für besonders sicher für die gefährdeten Krebse befunden hat. Eine Gefahr durch die Krebse besteht nicht: sie sind vor allem nachtaktiv und halten sich eher in den tieferen Bereichen des Sees auf.
Der Grund des Sees ist mit einer mehr als einen Meter dicken Schlammschicht bedeckt.

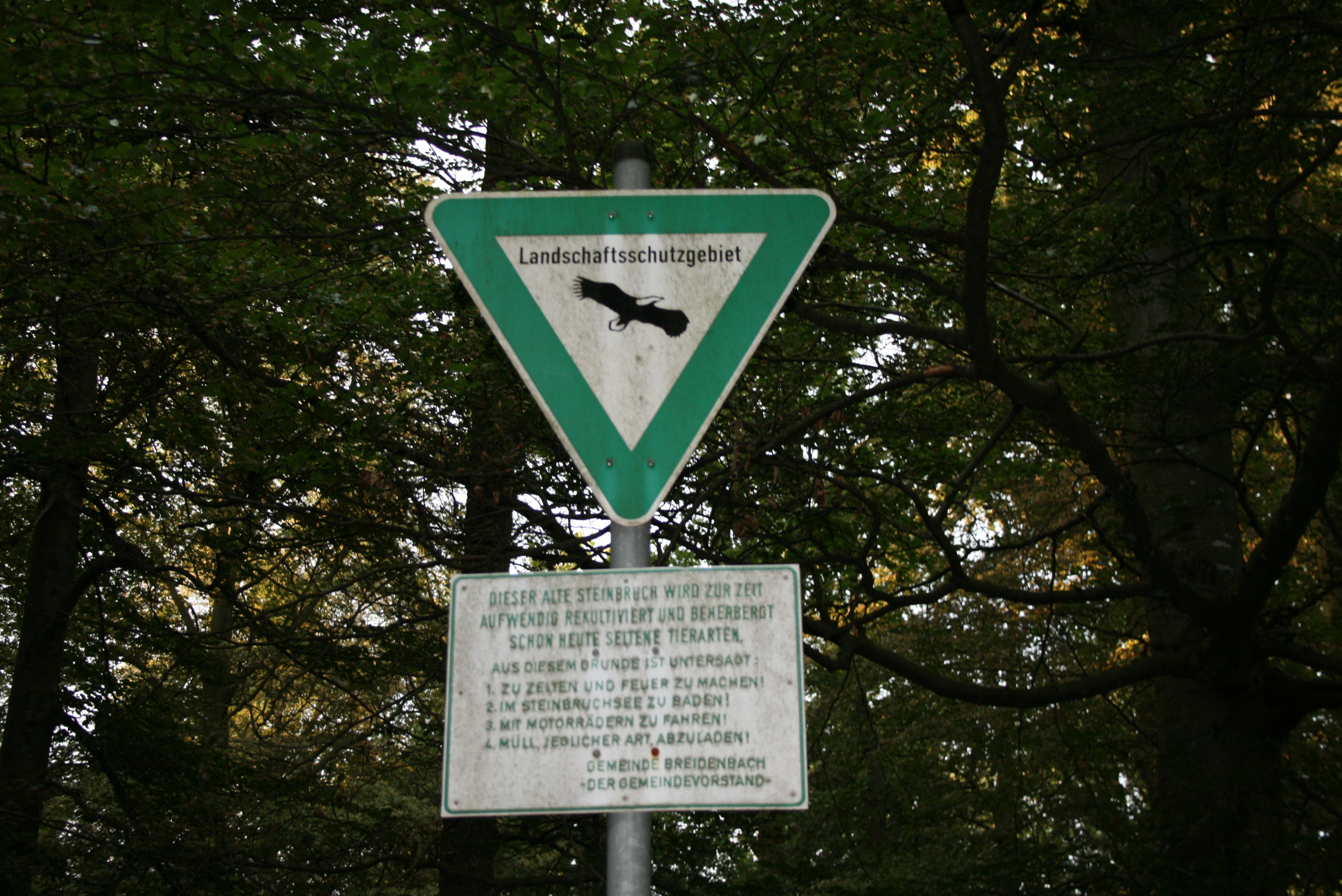
Hinweisschild auf das Landschaftsschutzgebiet (2015)

## Ausflugsziel und Naturschutz
Der Silbersee gilt als überregional bekanntes und beliebtes Ausflugsziel, was in der Vergangenheit bereits öfter zu Problemen führte. Besonders in den Sommermonaten herrscht reger Verkehr mit oft auch auswärtigen Autos oder Motorrädern bis kurz vor den See, der, im Sinne des Naturschutzes und der Verkehrssicherheit, eigentlich zu Fuß oder mit dem Fahrrad erreicht werden soll. Diskussionen über eine Schranke an der Zufahrt oder über eine Wiedereinzäunung des Sees wurden zwischenzeitlich verworfen.
Auch zurückgelassener Müll und unerlaubte Feiern sind Probleme, für die zukünftig ein Freiwilliger Polizeidienst tätig werden soll. Seit 2015 wird an Wochenenden ein privater Sicherheitsdienst eingesetzt; auch die (Ordnungs-)Polizei ist in Präsenz – verstärkt seit der COVID-19-Pandemie – und es werden Verwarngelder erteilt.
Da der See und die angrenzende Landschaft als Landschaftsschutzgebiet geschützt sind, sind das Baden oder weitere Freizeitaktivitäten auf dem Wasser offiziell verboten.
Am Ufer existieren verschiedene Sitzbänke und Sitzgruppen, unterhalten durch den Naturpark Lahn-Dill-Bergland.
Die Gemeinde Breidenbach plant, das rund fünf Hektar große Gelände rund um den See, bis frühestens 2026, als Naturschutzgebiet auszuweisen, um der ausufernden Nutzung und Verschmutzung des Areals einfacher entgegenwirken zu können. Etwa durch höhere Strafen für Umweltsünder.